# Arthez-de-Béarn
Arthez-de-Béarn là một xã thuộc tỉnh Pyrénées-Atlantiques trong vùng Aquitaine ở tây nam nước Pháp. Xã này nằm ở khu vực có độ cao trung bình 207 mét trên mực nước biển.

## Thành phố kết nghĩa
- Bogen, Bayern, Đức.
- Biescas, Aragon, Tây Ban Nha.
- Olite, Navarre, Tây Ban Nha.